# Генріх Клеппер
Генріх Клеппер (нім. Heinrich Klöpper; 9 січня 1918 — 29 листопада 1943) — німецький льотчик-ас винищувальної авіації, оберлейтенант люфтваффе. Кавалер Лицарського хреста Залізного хреста.

## Біографія
У складі 11-ї ескадрильї 51-ї винищувальної ескадри брав участь в Німецько-радянській війні. Потім був переведений на Захід і призначений командиром 7-ї ескадрильї 1-ї винищувальної ескадри. Загинув у бою: його літак був збитий американським винищувачем P-38 з повітряних сил 2-ї армії.
Всього за час бойових дій здійснив понад 500 бойових вильотів і збив 94 літаки, в тому числі 82 радянські та 8 чотиримоторних бомбардувальників В-17 і В-24.

## Нагороди
- Нагрудний знак пілота
- Залізний хрест 2-го і 1-го класу
- Авіаційна планка винищувача в золоті з підвіскою
- Почесний Кубок Люфтваффе (20 жовтня 1941)
- Німецький хрест в золоті (21 серпня 1942)
- Лицарський хрест Залізного хреста (4 вересня 1942) — за 65 перемог.
- Нагрудний знак «За поранення» в чорному (25 червня 1943)